# Refugio de vida silvestre Pasochoa
El Refugio de Vida Silvestre Pasochoa, es un área natural protegida en la parroquia de Uyumbicho, del cantón Mejía de la provincia de Pichincha, a 45 km al sudeste de Quito, Ecuador, cerca a la población de Amaguaña. Se localiza en las faldas interandinas del volcán colapsado del mismo nombre y colinda hacia el valle interandino por el norte con la Hacienda Medrano, por el sur con la Hacienda Pasochoa de Montúfar, por el este con la Hacienda Pedregales y por el oeste con varios propietarios.
El Refugio se encuentra en un buen estado de conservación gracias al convenio de cooperación en el que se asigna su manejo a Fundación Natura hasta el año 2011. Sin embargo, por la pequeña área que abarca y su cercanía a sitios poblados y agrícolas, está sometido a fuertes presiones externas, sobre todo en las partes bajas adyacentes, donde las actividades agrícolas y ganaderas han modificado los bosques, como las plantaciones de pinos.

## Características
El área se encuentra formada por cuatro zonas de vida de acuerdo a la reciente clasificación de la vegetación en Ecuador, siendo éstas: los bosques húmedos montano alto y montano bajo, y los páramos de pajonal y de almohadillas. La mayor parte del bosque se encuentra en estado secundario, pero existen áreas de vegetación primaria en las partes más pendientes dentro del cráter. Los páramos están en mejor estado de conservación, pero también son principalmente secundarios.
Toda el área que comprende el Refugio, está destinada a la conservación, educación ambiental y turismo de naturaleza, pero en las partes bajas adyacentes a esta reserva existen haciendas principalmente ganaderas. El límite de las áreas deforestadas llega justo hasta el borde del bosque interandino, uno de los últimos remanentes en el centro-norte de Ecuador. El bosque del Pasochoa ha sido la guía principal de muchos estudios que buscan descifrar la composición vegetal de los ecosistemas originales que cubrieron los Andes.
Medidas de protección y cuidado : no tocar a los animales y no botar comida ni basura tener cuidado con los animales.

## Flora
Los estudios botánicos realizados han identificado alrededor de 232 especies de plantas, destacándose las heliconias, bromelias, helechos y 23 especies, entre terrestres y aéreas, de orquídeas. Entre las principales especies vegetales tenemos la cola de caballo (Equisetum bogotense), el diente de león (Taraxacum officinale) especie introducida, la hierba mora (Solanum nigrum), la ortiga (Pilea sp.) y el llantén (Plantago rigida). 

En el bosque hay además dominancia de surales (concentraciones naturales de Chusquea spp.) en áreas de pendiente fuerte. Entre los árboles que se observan destacan el aliso (Alnus acuminata), los pumamaqui (Oreopanax confusus y O. corazonensis), el polylepis (Polylepis reticulata) especie endémica de los Andes ecuatorianos y la palma de ramos (Ceroxylon alpinum), especie nativa de los Andes en peligro de desaparecer en la sierra por su tradicional utilización para la confección de adornos para la celebración de la Semana Santa.

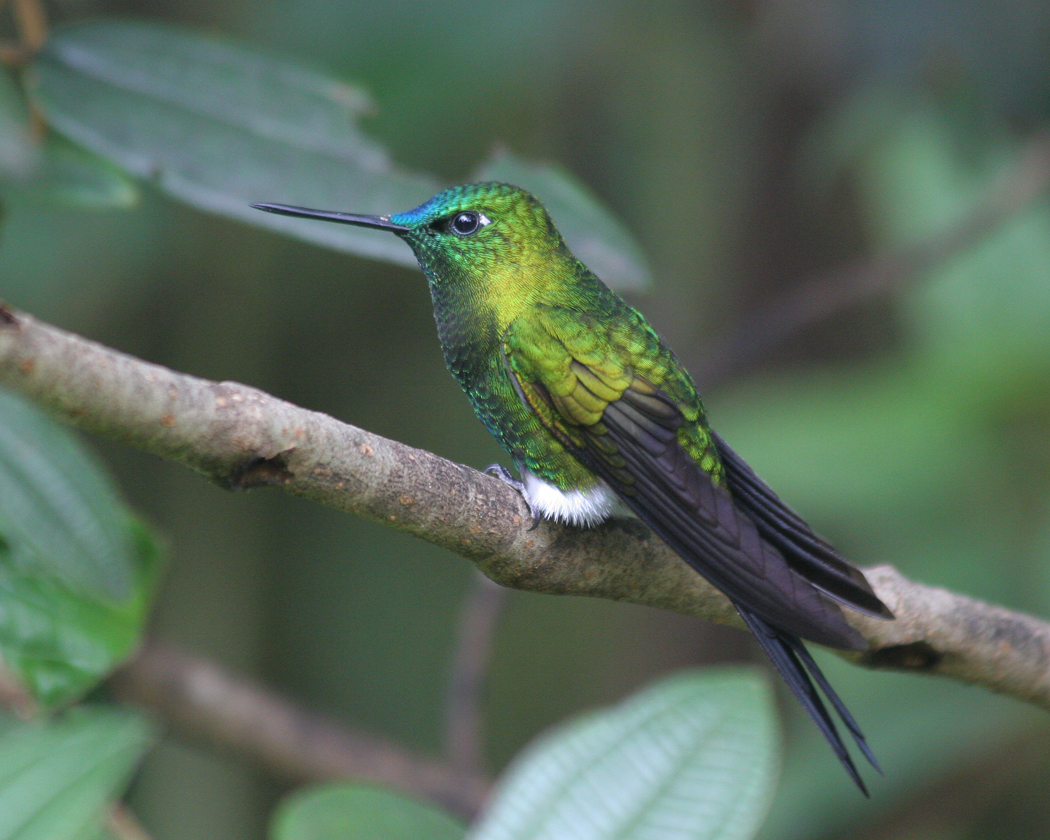
Zamarrito colilargo, especie de colibrí característica que habita en el Refugio.

## Fauna
El Refugio alberga 117 especies de aves, de las cuales 12 se encuentran únicamente en el bioma Andes del Norte y 15 son especies de colibríes. Una de las características más representativas es que en esta área se protege una población importante del mielero gigante (Oreomanes fraseri). Entre las especies de colibríes están el zamarrito colilargo (Eriocnemis luciani), el colibrí picoespada (Ensifera ensifera), el colicintillo colinegro (Lesbia victoriae), el picaflor cobrizo (Aglaeactis cupripennis) y el alizafiro grande (Pterophanes cyanopterus).
Entre los mamíferos que se han registrado en Pasochoa se incluyen los siguientes: ratón marsupial (Caenolestes fuliginosus), musaraña ecuatoriana (Cryptotis equatoris), conejo andino (Sylvilagus brasiliensis), zarigüeya común (Didelphis marsupialis), zorro de páramo (Lycalopex culpaeus), zorrillo apestoso (Conepatus semistriatus), comadreja andina (Mustela frenata), venado de cola blanca (Odocoileus virginianus), venado de páramo (Mazama rufina), coatí andino (Nasuella Olivacea) y puma (Puma concolor).